# Jabara
Jabara (ja: ジ ャ バ), danh pháp hai phần: Citrus jabara (Tanaka), dùng để chỉ một loại cây và trái cây nằm trong số các loại cây có múi đến từ Nhật Bản.
'Jabara' là một loại trái cây tương tự yuzu, xuất phát từ cây thập tự của yuzu với một quả quýt được lai với  bưởi (Citrus nobilis, nhưng khác với cam sành), mọc tự nhiên ở tỉnh Wakayama, Nhật Bản
Một chiết xuất được làm từ màng ngoài của jabara đã được sử dụng trong mỹ phẩm.